# 查普曼 (西維吉尼亞州)
查普曼是西維吉尼亞州的韋伯斯特郡的当中一個地區，行政區域被劃分為非建制地區。

## 外部連結
- example.com （页面存档备份，存于）